# Les Petites Cantines
 (décembre 2023).
Les Petites Cantines est un réseau non lucratif de cantines de quartier, placées sous l'égide de l’association éponyme.
La première cantine a été créée dans le neuvième arrondissement de Lyon par Étienne Thouvenot et Diane Dupré la Tour, ancienne journaliste, en 2016. Le réseau a ensuite été créé le 11 mai 2019.
Les repas, préparés de manière participatif et conçus de manière durable, sont à prix libre.
Les Petites Cantines sont implantées à :
- Annecy
- Bruz
- Grenoble
- Issy-les-Moulineaux
- Lille
- Lyon (Perrache, Félix Faure, Vieux Lyon et Vaise)
- Mâcon
- Metz
- Strasbourg
- Oullins
- Paris
- Villeurbanne.